# Sibeliuspark
Sibeliuspark (Fins: Sibeliuksenpuisto, Zweeds: Sibeliusparken) is een park in de Finse hoofdstad Helsinki vernoemd naar Finse componist Jean Sibelius. Het gebied waar het park nu staat was aan het begin van de 20e eeuw de locaties van drie villa's. In 1937 werd begonnen aan de bouw van het park ontworpen Paul Olsson. Er staan meerdere beelden in het park waaronder het beroemde Sibeliusmonument.